# Ráječko
Ráječko är en ort i Tjeckien. Den ligger i regionen Södra Mähren, i den östra delen av landet, 180 km öster om huvudstaden Prag. Ráječko ligger 293 meter över havet och antalet invånare är 1 222.
Terrängen runt Ráječko är platt åt nordost, men åt sydväst är den kuperad. Ráječko ligger nere i en dal. Runt Ráječko är det tätbefolkat, med 427 invånare per kvadratkilometer. Närmaste större samhälle är Blansko, 3,4 km söder om Ráječko. I omgivningarna runt Ráječko växer i huvudsak blandskog.